# Мичуринское (Нестеровский район)
Мичуринское (до 1950 — Шаккельн (нем. Schackeln)) — посёлок в Нестеровском муниципальном округе Калининградской области.

## География
Находится в юго-восточной части Калининградской области, в зоне хвойно-широколиственных лесов, в пределах Виштынецкой возвышенности, у северной окраины лесного массива Роминтенская пуща, к западу от автодороге 27К-065, на расстоянии примерно 22 километров (по прямой) к юго-западу от города Нестерова, административного центра района. Абсолютная высота — 120 метров над уровнем моря.

### Часовой пояс
Посёлок Мичуринское как и вся Калининградская область, находится в часовой зоне МСК−1. Смещение применяемого времени относительно UTC составляет +2:00.

## История
До 1950 года носил название Шаккельн (нем. Schackeln). В период с 2008 по 2018 годы Мичуринское входило в состав Чистопрудненского сельского поселения Нестеровского района, с 2018 по 2022 годы — в состав Нестеровского городского округа.

## Население
| 1910 | 1933 | 1939 | 2002 | 2010 |
| ---- | ---- | ---- | ---- | ---- |
| 267  | ↘226 | ↗243 | ↘61  | ↘53  |

### Национальный состав
Согласно результатам переписи 2002 года, в национальной структуре населения русские составляли 82 %.